# Herman Koningsveld
Herman Koningsveld (Helmond, 15 oktober 1939) is een Nederlands wetenschapsfilosoof, vooral bekend door zijn inleiding in de wetenschapsfilosofie Het verschijnsel wetenschap uit 1976.

## Leven en werk
Koningsveld is geboren in Helmond, en rondde in 1958 het H.B.S.-B af aan het Marnix College te Ede. Na militaire dienst begon hij in 1960 aan de studie scheikunde aan de Rijksuniversiteit te Utrecht. Na het kandidaatsexamen studeerde hij in 1967 af op het hoofdvak de wijsbegeerte van de natuurwetenschappen met als bijvakken theoretische organische chemie en systematische filosofie.
Na zijn afstuderen begon Koningsveld zijn academische loopbaan bij de Centrale Interfaculteit van de Rijksuniversiteit te Utrecht. In 1971 verhuisde hij naar de Landbouwhogeschool te Wageningen, waar hij begon als medewerker bij de afdeling wijsbegeerte. In 1973 promoveerde hij hier op het proefschrift Empirical laws, regularity and necessity aan de Landbouwhogeschool te Wageningen. Na zijn promotie bleef hij in Wageningen werken en werd hoofddocent wetenschapsfilosofie. 
Koningsveld is met name bekend door zijn inleiding in de wetenschapsfilosofie Het verschijnsel wetenschap waarin hij een overzicht geeft van de belangrijkste wetenschapsfilosofische stromingen in de twintigste eeuw. In het verschijnsel wetenschap introduceert Koningsveld ook enkele centrale inzichten uit zijn dissertatie bij een breder publiek. Dit betreft met name wat mede door Koningsveld bekend is geworden als de holistische these of de 'theoriegeladenheid van de waarneming', waarmee afscheid wordt genomen van het logisch empirisme en het te simplistische falsificationisme van Karl Popper, dat mede onder invloed van het inzicht in de 'theoriegeladenheid van de waarneming' door  Imre Lakatos is genuanceerd. Herman Koningsveld heeft de holistische these als eerste in Nederlandse wetenschapsfilosofische publicaties op overtuigende wijze uiteengezet en geïllustreerd door de introductie van wat hij een ‘minitheorie’ noemt. Aan de hand van een eenvoudig begrip, dat de plaats inneemt van een theorie of conceptueel kader, laat hij zien hoe begripsvorming in zijn werk gaat. Dit ‘zelf bedachte begrip’ – een eenvoudig ordeningsprincipe – ‘verzelfstandigt’ door het te hanteren, er waarnemingen mee te identificeren, tot een ‘echt’ begrip. Hij laat daarmee zien hoe mensen nieuwe waarnemingen kunnen doen op basis van nieuwe begrippen die functioneren als ordeningsprincipes en daarmee de waarneming dus afhankelijk is, of wordt geconstitueerd, door een theorie. Ook heeft Koningsveld laten zien dat mensen elkaar bij het vormen en gebruiken van begrippen corrigeren en dat dat een onontbeerlijk element is van begripsvorming, omdat een onafhankelijke ‘autoriteit’ (iemand die echt weet hoe de werkelijkheid in elkaar zit), natuurlijk niet bestaat. Koningsveld was de eerste in Nederland die deze inzichten bij een breed academisch publiek onder de aandacht bracht. Deze inzichten sluiten aan bij het werk van onder andere Norbert Russell Hanson en Thomas Kuhn. Samen met Gerard de Vries kan Herman Koningsveld worden gezien als de belangrijkste grondleggers van de hedendaagse wetenschapsfilosofie in Nederland.
Daarnaast publiceerde hij met Joost Mertens Communicatief en strategisch handelen: inleiding tot de handelingstheorie van Habermas.Dit boek bevat een heldere inleidende uiteenzetting in het Nederlands over de handelingstheorie van Habermas; Deze zeer belangrijke theorie van Habermas is oorspronkelijk in een voor velen ondoorgrondelijk Duits filosofisch jargon geschreven en omvat 1750 pagina's verdeeld over drie delen; ook wel het blauwe monster genoemd. In het boek van Koningsveld en Mertens vindt men een begrijpelijke uiteenzetting over de kerngedachten van deze theorie.
Publicaties
- Koningsveld, Herman. Empirical laws, regularity and necessity. Diss. Veenman, 1973.
- Koningsveld, Herman. Het verschijnsel wetenschap. 1e druk 1976.
- Koningsveld, Herman. Voorlichting-manipulatie of kritiek. 1980.
- Mertens, J., Koningsveld, H., Koning, N. B. J., Keet, P., & Meulenbroek, J. L. (1983). Technokratie kritiek. Studium Generale De Wereld.
- Koningsveld, Herman, en Joost Mertens. Communicatief en strategisch handelen: inleiding tot de handelingstheorie van Habermas. Dick Coutinho, 1986.
- Koningsveld, Herman, Joost Mertens, Susanne Lijmbach en Jan Schakel. Landbouw, landbouwwetenschap en samenleving : filosofische opstellen. 1987.
- Koningsveld, Herman. Kleine inleiding wetenschapsfilosofie. VU University Press, 2011.